# Place des Cordeliers (Bâle)
Pour les articles homonymes, voir Place des Cordeliers et Cordeliers (homonymie).

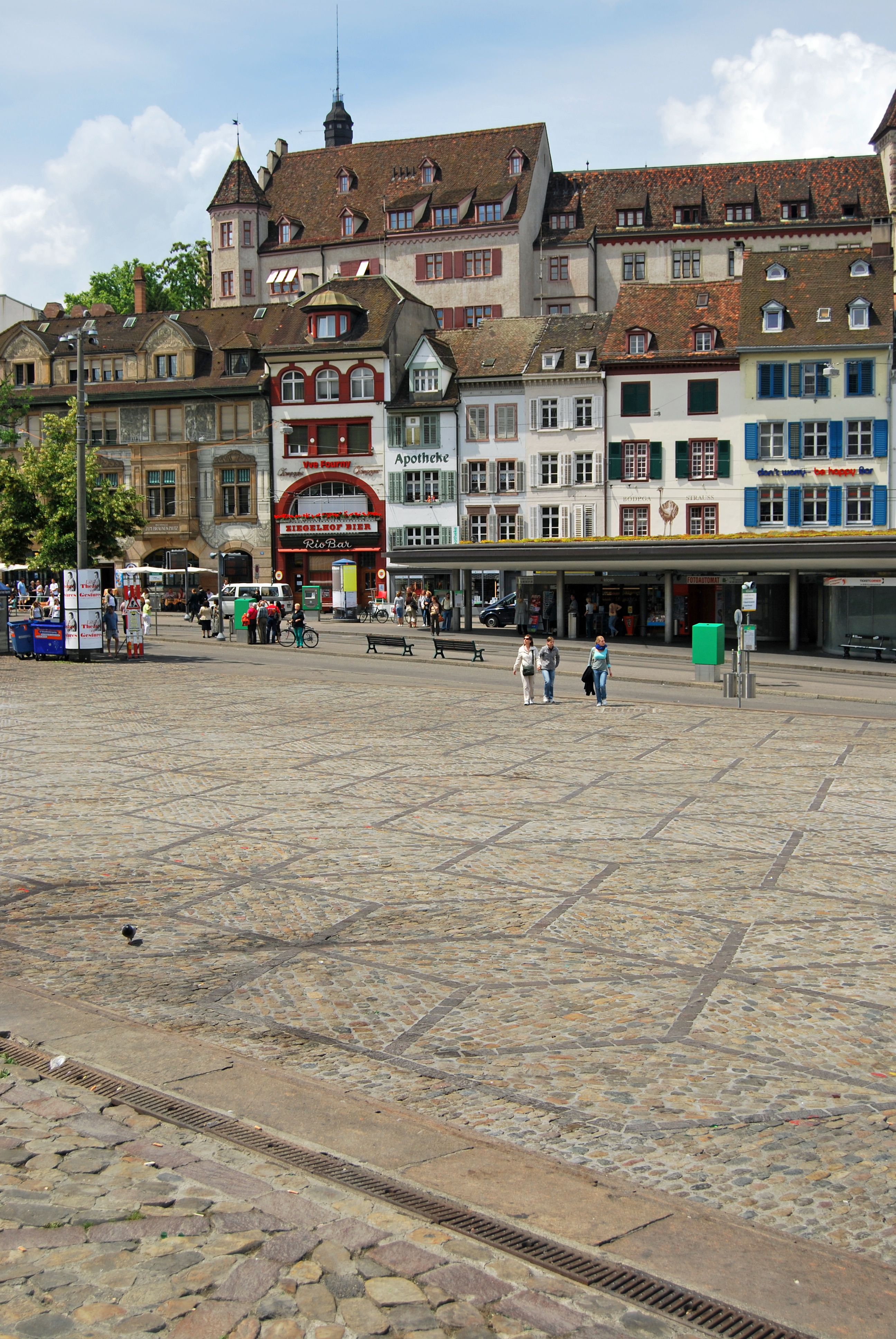
La place des Cordeliers à Bâle

La place des Cordeliers, appelée en allemand Barfüsserplatz ou familièrement « Barfi », est une place du centre de la ville de Bâle. 
Son nom dérive de l'Ordre des frères mineurs, également appelés Barfüsser (les déchaussés) en allemand et « cordeliers » en français. 
Il y a huit lignes de tramway qui traversent cette place.